# Oruza leucostigma
Oruza leucostigma är en fjärilsart som beskrevs av Turner 1945. Oruza leucostigma ingår i släktet Oruza och familjen nattflyn. Inga underarter finns listade i Catalogue of Life.